# Johannisfahrtstraße

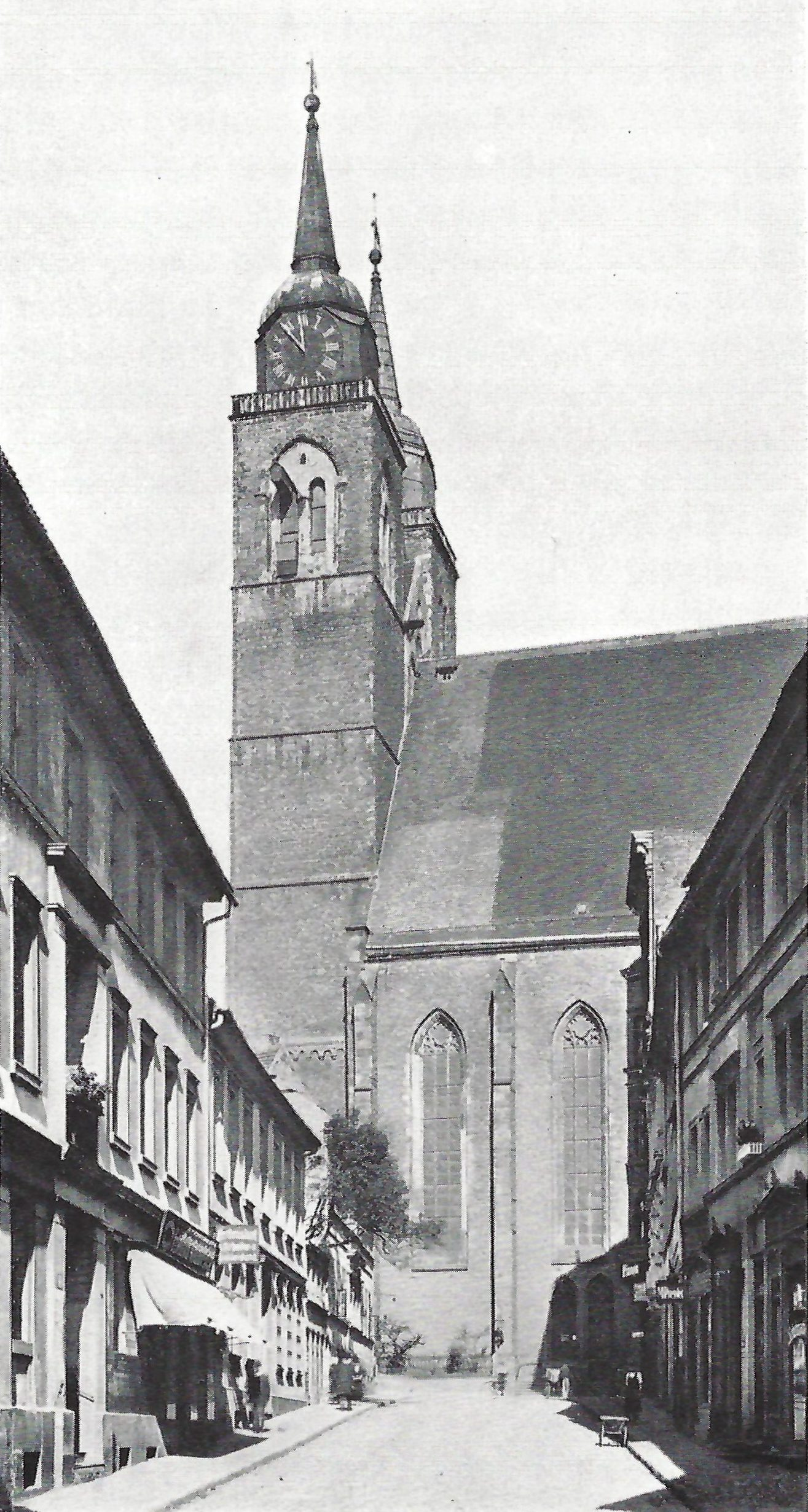
Johannisfahrtstraße, Blick nach Norden zur Johanniskirche, links die Häuser 10 und 11, rechts 7, 8 und 9

Die Johannisfahrtstraße war eine Straße in Magdeburg im heutigen Sachsen-Anhalt. Nach Zerstörungen im Zweiten Weltkrieg wurde die Straße aufgegeben und zum Teil überbaut.

## Lage und Verlauf
Die Straße befand sich im östlichen Teil der Magdeburger Altstadt. Sie begann an einer Kreuzung der Berliner Straße, der Straße Am Brücktor und des Zeisigbauers und verlief von dort aus nach Norden in Richtung Johanniskirche. Nach etwa einem Drittel des Straßenverlaufs mündete von Westen die Straße Trommelsberg ein. Am nördlichen Ende traf die Johannisfahrtstraße auf die Johannisbergstraße. Die Straße stellte die kürzeste Verbindung aus dem Bereich um den Alten Markt zum Alten Brücktor und dem dort befindlichen Elbübergang dar.
Die Hausnummerierung verlief beginnend mit der Nummer 1 nahe der südöstlichen Ecke auf der Ostseite aufsteigend bis zur Nummer 9 an der Johannisbergstraße. Auf der Westseite lief sie dann weiter nach Süden. Nach der Nummer 11 mündete der Trommelsberg ein. Mit der Nummer 16b endete die Nummerierung dann letztlich an der südwestlichen Ecke zum Zeisigbauer.
Heute befindet sich im Bereich der ehemaligen Johannisfahrtstraße ausgedehnte Grünflächen südlich der Johanniskirche und östlich des Allee-Centers. Unterbrochen wird der Verlauf von der den Bereich in West-Ost-Richtung durchschneidenden Ernst-Reuter-Allee.

## Geschichte
Die Straße bestand bereits im 12. Jahrhundert. Über sie wurde der starke Verkehr vom Alten Markt zur Elbe geführt, was zu einer hohlwegartigen Vertiefung führte, der mit Pflasterungen begegnet wurde. Durch regelmäßige Verschlammungen, die von den höher gelegenen Flächen herrührten, machten sich neue Pflasterungen erforderlich.
Ein früher Name der Straße war Werftstraße. Er kam bereits 1552 vor und wurde noch bis 1807 zumindest als Nebenname weiter verwendet. Er ist nicht mit der nordöstlich gelegenen Werftstraße zu verwechseln. Vermutlich ist der Name jedoch noch deutlich älter und ging auf eine Zeit zurück, in der in diesem Bereich zur Elbe hin noch Werften bestanden. Der Name Johannisfahrtstraße wurde erstmalig 1755 erwähnt, dort aber noch für den Johannisförder, einem Teil der heutigen Johannisbergstraße genutzt. Eine erste Nutzung des Namens für die spätere Johannisfahrtstraße stammt aus dem Jahr 1781. Im 17. und 18. Jahrhundert gab es jedoch diverse weitere Namen. So wurde die Straße auch als Vor dem Brücktor, Klinkerei oder Sperlingsberg bezeichnet. Der Name Vor dem Brücktor ergab sich aus der räumlichen Lage vor dem Alten Brücktor. Klinkerei wird von den Häusern der Klinkerei Johannisfahrtstraße 6 und 7 abgeleitet, die ihren Namen von der Familie Klinte ableiteten. Der Name Sperlingsberg wurde lateinisch mons passerum schon 1296 erwähnt, wobei nicht ganz klar ist, welcher Bereich so bezeichnet wurde. Belegt ist die Verwendung des Namens für den unteren Teil der Johannisfahrtstraße aber auch für die höher gelegene Große Junkerstraße. Das gab Anlass für die Vermutung, das zeitweise der gesamte Hang zwischen Großer Junkerstraße und Johannisfahrtstraße als Sperlingsberg bezeichnet wurde. Als Bedeutung des Namens Sperlingsberg wird angenommen, dass die Bezeichnung im Sinne von Kleiner Berg zu verstehen ist. Tatsächlich war das Gefälle der Johannisbergstraße in ihrem unteren Teil deutlich geringer als das anderer Straßen in Richtung Elbe.
1831/1832 wohnten in der Straße 263 Menschen in 15 Gebäuden.
Während des Zweiten Weltkriegs wurde auch der Bereich der Johannisfahrtstraße schwer zerstört. Im Zuge der Enttrümmerung diente der Bereich der Straße als Schuttabladeplatz. Ab Herbst 1952 fanden archäologische Grabungen statt. Dabei fand man Am Brücktor einen Bohlenweg mit Wagenspur, der sich in die Johannesfahrtstraße zog. In der Straße selbst wurden zwischen den Häusern 7 und 10 sowie 7a und 8/9 bis zu fünf Meter tiefe Grabungen gesetzt. Auf der Westseite der Johannisfahrtstraße fand man dabei eine historische, 1,30 Meter breite Futtermauer, die dem Straßenverlauf folgte und den zur Stützung des Hangs diente. Sie stammte aus dem 13. Jahrhundert. Es wurden auch vier Pflasterungen gefunden. Die Zweite von oben wurde wohl im 13. bzw. Anfang des 14. Jahrhunderts, die Dritte und Vierte im 12. Jahrhundert genutzt. Im etwas weiter nördlich gelegten Schnitt wurde noch ein fünftes Pflaster festgestellt, das ebenfalls aus dem 12. Jahrhundert stammte.
In der Zeit der DDR erfolgte ein Wiederaufbau der Innenstadt, der sich in weiten Teilen nicht an die historische Stadtstruktur hielt. Die Johannisfahrtstraße wurde dabei aufgegeben und Teil einer ausgedehnten Grünfläche, die durch die damalige Wilhelm-Pieck-Allee (heutige Ernst-Reuter-Allee) durchschnitten wurde. Der Bereich südlich der Ernst-Reuter-Allee wurde dann später mit dem Parkhaus des Allee-Centers bebaut, das an der Oberfläche jedoch als Grünfläche gestaltet ist.

## Historische Häuser der Johannisfahrtstraße
| Hausnummer | Name                 | Bemerkungen | Bild                                            |
| ---------- | -------------------- | --- | ----------------------------------------------- |
| 1          |                      | Zum Backhaus gehörte als Hinterhaus das Grundstück Knochenhauerufer 89. In der Zeit bis 1647 gehörte es dem Bäcker Hans Grabau, ab diesem Jahr dann dem Schuster Andreas Grabau. Er bebaute das, wohl infolge der Zerstörung Magdeburgs im Jahr 1631 unbebaute Grundstück neu und verpachtete es an den Bäcker Hans Daniel. 1652/1653 ist belegt, dass Grabau den Schoß, die Haussteuer, und Daniel den Vorschoß, die Mietsteuer, zahlte. Im Jahr 1663 wurde das Gebäude von Grabau für 775 Taler an Daniel verkauft. Daniel verstarb zwischen 1683 und 1686, seine Erben veräußerten das Anwesen 1691 für 700 Taler an den Schiffmüller Christian Schmidt. Im Jahr 1694 verkaufte Schmidt es für 1000 Taler an den Bäcker Johann Berends. 1700 erwarb es Andreas Grabau von Berends. Grabau veräußerte es noch im gleichen Jahr für 1625 Taler an den Bäcker Andreas Popperoth (auch Pupperod), der bis 1723 Eigentümer blieb. Noch in den 1930er Jahren befand sich hier eine Bäckerei. |                                                 |
| 2          |                      | Zum Haus gehörte als Hinterhaus auch das Grundstück Knochenhauerufer 88. In den Jahren 1646 und 1651 gehörte das Grundstück Georg Hartling, 1653 dann Hans Hartling und 1663 Klaus Härtling. Ihm folgte die Witwe von Martin Trumpe, die die Stätte 1673 für 70 Taler an den Seifensieder Andreas Hollefreund (auch Holdefreund) verkaufte. Hollefreund baute das Haus auf, starb jedoch bereits in der Zeit bis 1678. Seine Witwe heiratete bis 1680 neu. Ihr Ehemann war der Seifensieder Otto Behtje (auch Batge). Er verstarb in der Zeit zwischen 1686 und 1688. Seine Witwe verkaufte 1692 das Haus für 800 Taler an den Seifensieder Ernst Christian Holdefreund. Im Jahr 1699 wurde der Seifensieder Franz Heinrich Parthey als Eigentümer geführt, 1704 und 1708 dann der Seifensieder Dietrich Friese. Er hatte die Witwe Partheys geheiratet. 1712 war der Seiler Johann Rode Eigentümer. Er blieb es bis 1726. |                                                 |
| 3          |                      | 1634 gehörte die kleine Stätte Joachim Peters. Auf ihn folgte Blasius Peters. Bis 1651 kaufte es Joachim Bruck, dem auch das benachbarte Gebäude Knochenhauerufer 86 gehörte und so beide Grundstücke vereinigte. Sie blieben jedoch weiterhin unbebaut. In der Zeit bis 1683 erwarb es der Eigentümer des Grundstücks Knochenhauerufer 87. Bis 1733 gehörte es mit zu diesem Grundstück und blieb bis dahin weiter unbebaut. |                                                 |
| 4          |                      | 1631 und 1651 war die Witwe von Heinrich Werners (im Magdeburger Dialekt auch Warners) Eigentümerin. Über längere Zeit wurde das Grundstück nicht erwähnt. 1715 gehörte das Haus dann als hinterer Teil zum Grundstück Knochenhauerufer 86. Es wird angenommen, dass dies bereits seit längerer Zeit der Fall war. |                                                 |
| 5          |                      | Es wird angenommen, dass sich bis 1631 zwei Häuser auf dem Grundstück befanden. Eines gehörte 1631 wohl dem Bäcker Jakob Hesse. Er zog 1632 von der zerstörten Stadt Magdeburg weg in die Fremde. Im Jahr 1639 ließ er sich vom Rat ein Geburtszeugnis ausstellen. Sein Name ist im Stättenbuch dann gestrichen. Es wird angenommen, dass der Verbleib seiner stätte nicht mehr nachweisbar war. Das andere Gebäude gehörte 1631 dem Hutmacher Martin Stertz. 1642 erwarb Hans Thiemann die Stätte für 30 Taler von den Erben von Stertz. Thiemann war auch Eigentümer des hinten angrenzenden Hauses Knochenhauerufer 85 und vereinigte die beiden Grundstücke. In der Zeit um 1700 wurden die Grundstücke jedoch wieder getrennt und hier ein Haus errichtet. Das Haus gehörte in dieser Zeit Samuel Ernst Baumgarten. 1709 gehörte es dann Johann Albrecht, der bis 1732 Eigentümer blieb. |                                                 |
| 6          | Klinkerei            | Erster überlieferter Eigentümer war Valentin Töpper, auch Valentin Kleber genannt. Es wird vermutet, dass es sich um den Töpper Valentin Kleber gehandelt haben könnte. Bis 1641 gehörte das, wohl infolge der Zerstörung Magdeburgs von 1631, als Brandstättlein bezeichnete Grundstück der Kleverschen, also der Witwe von Kleber. 1641 war die Frau des Schneiders Andreas Welle Eigentümerin. Sie verkaufte es in diesem Jahr für 23 Taler an Hans Thiemann, dem auch das Haus Knochenhauerufer 85 gehörte. Ab 1641 gehörte auch das benachbarte Grundstück Johannisfahrtstraße 7 mit dazu. Diese Einheit blieb bis in das 18. Jahrhundert bestehen. Ab 1687 gehörten die Grundstücke dem Amtmann David Klinte. Die Familie Klinte blieb bis 1750 Eigentümer. Der Name wurde hin und wieder Klincke geschrieben. Hieraus ergab sich der im 18. Jahrhundert gebräuchliche Name Klinkerei, also im Sinne als Anwesen der Klickes. Die Bekanntheit des Namens ergab sich aus der Situation, dass als anrüchig empfundene Bewohner in dem Haus lebten und war insofern abwertend konnotiert. Im Zeitraum zwischen 1704 und 1716 wies der Rat die Witwe Klinte an, das Haus zu säubern. Ab 1923 gehörte das Haus Leo Stern, der hier eine Schuhmanufaktur betrieb. Er lebte hier mit seiner Ehefrau Marie Stern und seinem Schwager Siegbert Hammelburger. Alle drei wurden während der nationalsozialistischen Gewaltherrschaft 1942 als Juden in Auschwitz oder Lodz ermordet. Drei Stolpersteine erinnern an ihr Schicksal. | Stolpersteinefür Familie Stern und Hammelburger |
| 7          | Klinkerei            | Im Jahr 1631 gehörte es der Witwe von Kaspar Köhler. Das wohl infolge der Zerstörung Magdeburgs von 1631 als Brandstätte bezeichnete Grundstück, verkaufte sie 1636 für 40 Taler an Hans Thiemann, dem auch das Grundstück Knochenhauerufer 85 gehörte. Ab 1641 bestand eine Einheit auch mit dem benachbarten Grundstück Johannisfahrtstraße 6, die bis in das 18. Jahrhundert bestand. In diesem Zeitraum entstand auch der Name Klinkerei (siehe Hausnummer 6). |                                                 |
| 8 und 9    | Zum blauen Hirsch    | In der Zeit vor 1631 bestanden auf dieser Fläche zwei Häuser. Eine erste Erwähnung des Hauses stammt bereits aus dem Jahr 1551. Während der damaligen Belagerung der Stadt durchschlug eine aus der Neustadt abgeschossene Kanonenkugel die Johanniskirche und traf das hinter der Kirche gelegen Eckhaus. Das Haus Nummer 8 gehörte 1631 dann Hans Korn (auch Hans Horn). Eigentümer der Nummer 9 war 1631 Hans Ulrich, 1651 dann die Witwe von Heinrich Ulrich. Da das Grundstück dann längere Zeit nicht erwähnt wird, wird davon ausgegangen, dass es zumindest bis 1683 wüst blieb. Von Ende des 17. bis ins 19. Jahrhundert hinein waren dann die Grundstücke 8 und 9 vereinigt. 1693 gehörte das Haus dem Leineweber Martin Teike, der bis 1704 Eigentümer blieb. Auf ihn folgte in diesem Jahr dem Lohgerber Christoph Hermann (auch Harmsen), der bis 1726 Eigentümer blieb. |                                                 |
| 10         |                      | Das Grundstück gehörte als Pfarrgarten zum benachbarten Pfarrhaus der Johanniskirche in der Johannisbergstraße 7a. Die Gartennutzung blieb bis ins 19. Jahrhundert bestehen. In den 1930er Jahren bestand auf dem Grundstück ein Pfarrhaus. |                                                 |
| 11         |                      | Zum Grundstück gehörte auch die Grundstücke Trommelsberg 6 und 7. 1631 war Peter Wenzlau Eigentümer. Seine Witwe heiratete später den Furier Christoph Grünenthal (auch Grönthal). Er wurde in den Jahren 1652 und 1657 erwähnt. Seine zweite Frau heiratete nach seinem Tod in zweiter Ehe in der Zeit bis 1673 den Garbräter Georg Arnd. Arnd war 1673 und 1678 Eigentümer, seinen Erben gehörte es 1683. Die Kinder von Hans Arnd veräußerten das Haus im Jahr 1686 für 400 Taler an den Pastor von Pansfelde, Andreas Krebs. Seine Erben verkauften es für 350 Taler im Jahr 1691 an die Tuchmacher Daniel Klöpper (auch Klepper) und David Senger. Die beiden verkauften es 1699 für 460 Taler an den Kaufmann Kaspar Antoni, der es bereits 1701 für 600 Taler an den Schönfärber Jakob Heberlein weiter verkaufte. Heberlein vererbte es an seine Tochter, die Witwe von Adam Geyer. Sie verkaufte es 1707 für 433 Taler an ihre Mutter. Sie wurde zuletzt 1719 erwähnt. |                                                 |
| 12         | Zur Zinne            | Der Name des Hauses ergab sich aus der am Gebäude befindlichen Inschrift Zur Ecke an der Zinne Anno MDCLXXXVII (1688). Die Inschrift verwies darauf, dass das Haus an der Ecke der Zinne, ein alter Name des Trommelsbergs, lag. Dieser Name verwies auf einen alten Verlauf der Stadtbefestigung in diesem Bereich. Das Grundstück war ein Lehn des Klosters Unser Lieben Frauen. Vor 1631 wurde als Besitzer Jakob Schönherr geführt, 1631 dann der Bildhauer Georg Kriebel (auch Krübel oder Grubel). 1652 verkaufte seine Witwe das, wohl infolge der Zerstörung Magdeburgs im Jahr 1631, als Brandstätte bezeichnete Grundstück für 15 Taler an den Schneider Jakob Mehder. Mehder gehörte auch das benachbarte Haus Trommelsberg 5, der so beide Grundstücke vereinigte. Der Hauptmann Peter Pohlmann veräußerte das Haus an den Steuermann Hans Reder. Von Reder erwarb es 1678 für 110 Taler der Kornmesser Martin Gerlach, der es bereits 1679 für 106 Taler an den Schiffknecht Georg Reinecke verkaufte. Von seinen Erben kaufte es 1695 für 120 Taler der Bauschreiber Johann Georg Taschenberger. 1715 teilten Taschenbergers Erben die Häuser Trommelsberg 4 und 5 und Johannisfahrtstraße 12 untereinander auf. Die Nummer 12 ging dabei an Taschenbergers Witwe, die das Haus 1720 an den Chirurgen Johann Friedrich Taschenberger verkaufte. |                                                 |
| 13         |                      | 1651 gehörte das Haus Joachim Niepholz. Später erbte es die Bittfrau und Frau des Pantofflers Anton Knopf, eine geborene Niepholz, die es 1716 für 300 Taler an den Musikus Nikolaus Laue veräußerte. Laue verkaufte es bereits 1717 für 390 Taler an den Pantoffler Johann Gottfried Ulrich, der bis 1721 Eigentümer blieb. |                                                 |
| 14         |                      | Bis in die Zeit um 1680 waren die Nummern 14 und 15 ein Grundstück. In der Zeit vor 1650 gehörte es Anna Bartels, 1650 erbte es dann der Leineweber Mathias Wenzel. Der verkaufte das, wohl infolge der Zerstörung von 1631, als Brandstätte bezeichnete Grundstück 1659 für 175 Taler an den Grobschmied Anton Hamel. 1683 gehörte dann die Hausnummer 14 der Witwe des Leinewebers Kaspar Sorgener, 1698 dem Branntweinbrenner Heinrich Hanebutt. Von Hanebutt erwarb es 1709 für 370 Taler der Riemer Georg Stephan (auch Steffens), der es im Jahr 1717 für 390 Taler an den Sattler Johann Blume verkaufte, der bis 1734 Eigentümer blieb. |                                                 |
| 15         |                      | Das Grundstück gehörte bis in die Zeit um 1680 mit zum Grundstück Nummer 14. 1683 gehörte es dann den Erben des Schmieds Georg Wagener, dann dem Hufschmied Balzer Schönfeld. In den Jahren 1694 und 1712 war als Eigentümer der Hufschmied Johann Heinrich Fritsche verzeichnet, der Schönfelds Witwe geheiratet hatte. 1716 war dann Gottfried Simroth Eigentümer, der es bis 1734 blieb. |                                                 |
| 16 und 16a | Zum goldenen Handfaß | Zu den Details der Geschichte und den Nutzungen siehe: Wilhelm-Theater. Im Haus Johannisfahrtstraße 16 lebte und starb der Komponist Johann Heinrich Rolle. | Haus Johannisfahrtstraße 16 · Wilhelm-Theater   |